# Izraeli labdarúgó-szuperkupa
Az Izraeli labdarúgó-szuperkupa (héberül: אלוף האלופים, átírásban:Aluf HaAlufym) egy 1957-ben alapított, 1969-től az Izraeli labdarúgó-szövetség által kiírt kupa. Tradicionálisan az új idény első meccsét jelenti, s az előző év bajnoka játszik az előző év kupagyőztesével. 
A legsikeresebb csapat a Hapóél Tel-Aviv, a Makkabi Netánjá és a Makkabi Tel-Aviv gárdája, öt győzelemmel.

## Kupadöntők

### Nem hivatalos
| Év   | Izraeli bajnok     | Eredmény    | Izraeli kupagyőztes |
| ---- | ------------------ | ----------- | ------------------- |
| 1957 | Hapóél Tel-Aviv    | 3–0         | Hapóél Petah Tikvá  |
| 1962 | Hapóél Petah Tikvá | 2–2 1       | Makkabi Haifa       |
| 1965 | Hakoah Ramat Gan   | 2–2 / 1–1 1 | Makkabi Tel-Aviv    |
| 1966 | Hapóél Tel-Aviv    | 2–1         | Hapóél Haifa        |
| 1968 | Makkabi Tel-Aviv   | 2–1         | Bné Jehúdá          |

Megjegyzés: 1 Megosztva.

### Hivatalos
| Év        | Izraeli bajnok    | Eredmény              | Izraeli kupagyőztes  |
| --------- | ----------------- | --------------------- | -------------------- |
| 1969      | Hapóél Tel-Aviv   | 5–1                   | Hakoah Ramat Gan     |
| 1970      | Makkabi Tel-Aviv  | 1–2                   | Hapóél Tel-Aviv2.    |
| 1971      | Makkabi Netánjá   | 4–2 (h.u.)            | Hakoah Ramat Gan     |
| 1972–1973 | Nem rendezték meg | Nem rendezték meg     | Nem rendezték meg    |
| 1974      | Makkabi Netánjá   | 2–1                   | Hapóél Haifa         |
| 1975      | Hapóél Beér-Seva  | 2–1                   | Hapóél Kfar Szaba    |
| 1976      | Hapóél Beér-Seva  | 2–3 (h.u.)            | Bétár Jerusálajim    |
| 1977      | Makkabi Tel-Aviv  | 3–2                   | Makkabi Jaffa2.      |
| 1978      | Makkabi Netánjá   | 4–0                   | Bétár Jerusálajim2.  |
| 1979      | Makkabi Tel-Aviv  | 2–0                   | Bétár Jerusálajim    |
| 1980      | Makkabi Netánjá   | 2–1                   | Hapóél Kfar Szaba    |
| 1981      | Hapóél Tel-Aviv   | 1–0                   | Bné Jehúdá           |
| 1982      | Hapóél Kfar Szaba | 3–3 (h.u.) 3–2 (b.u.) | Hapóél Jehúd         |
| 1983      | Makkabi Netánjá   | 1–0                   | Hapóél Tel-Aviv      |
| 1984      | Makkabi Haifa     | 1–4                   | Hapóél Lod           |
| 1985      | Makkabi Haifa     | 5–2                   | Bétár Jerusálajim    |
| 1986      | Hapóél Tel-Aviv   | 1–2                   | Bétár Jerusálajim    |
| 1987      | Nem rendezték meg | Nem rendezték meg     | Nem rendezték meg    |
| 1988      | Hapóél Tel-Aviv   | 0–3                   | Makkabi Tel-Aviv     |
| 1989      | Makkabi Haifa     | 2–1                   | Bétár Jerusálajim    |
| 1990      | Bné Jehúdá        | 1–0                   | Hapóél Kfar Szaba    |
| 1991–2014 | Nem rendezték meg | Nem rendezték meg     | Nem rendezték meg    |
| 2015      | Makkabi Tel-Aviv  | 2–2 (h.u.) 4–5 (b.u.) | Íróní Kirjat Smóná2. |

Megjegyzés: 2. A bajnokság második helyezettje játszott a bajnokságot és a kupát is megnyerő csapattal. 
- h.u. – hosszabbítás után
- b.u. – büntetők után

## Statisztika

### Győzelmek száma klubonként
| Csapat             | Győztes                          | Döntős                     |
| ------------------ | -------------------------------- | -------------------------- |
| Hapóél Tel-Aviv    | 5 (1957, 1966, 1969, 1970, 1981) | 3 (1983, 1986, 1988)       |
| Makkabi Tel-Aviv   | 5 (1965, 1968, 1977, 1979, 1988) | 2 (1970, 2015)             |
| Makkabi Netánjá    | 5 (1971, 1974, 1978, 1980, 1983) | –                          |
| Makkabi Haifa      | 3 (1962, 1985, 1989)             | 1 (1984)                   |
| Bétár Jerusálajim  | 2 (1976, 1986)                   | 4 (1978, 1979, 1985, 1989) |
| Hapóél Kfar Szaba  | 1 (1982)                         | 3 (1975, 1980, 1990)       |
| Bné Jehúdá         | 1 (1990)                         | 2 (1968, 1981)             |
| Hakoah Ramat Gan   | 1 (1965)                         | 2 (1969, 1971)             |
| Hapóél Beér-Seva   | 1 (1975)                         | 1 (1976)                   |
| Hapóél Petah Tikvá | 1 (1962)                         | 1 (1957)                   |
| Hapóél Lod         | 1 (1984)                         | –                          |
| Íróní Kirjat Smóná | 1 (2015)                         | –                          |
| Hapóél Haifa       | –                                | 2 (1966, 1974)             |
| Hapóél Jehúd       | –                                | 1 (1982)                   |
| Makkabi Jaffa      | –                                | 1 (1977)                   |